# Shukri al-Quwatli
Shukri al-Quwatli (1891 – 30 de Junho de 1967; em árabe: شكري القوتلي, em turco:  Şükrü el Kuvvetli) foi o primeiro presidente da Síria a seguir à independência. Iniciou a sua carreira como dissidente e defendendo a unidade e a independência dos territórios árabes do  Império Otomano, sendo preso e torturado pelo seu activismo. Quando o Reino da Síria foi estabelecido, Quwatli tornou-se oficial do governo, apesar de estar desiludido com a monarquia, e ajudou a fundar o Partido Independente republicano. Quwatli foi de imediato condenado à morte pelos franceses que tomaram o  controlo da Síria em 1920. Depois, foi viver para o Cairo onde foi como embaixador-chefe do Congresso Sírio-Palestiniano, estabelecendo fortes relações com a Arábia Saudita. Utilizou estas ligações para ajudar a financiar a Grande Revolta Síria (1925–1927). Em 1930, as autoridades francesas perdoaram Quwatli e, daí para a frente, regressou à Síria, onde, de forma gradual, se foi tornando um dos líderes principais do Bloco Nacional. Shukri al-Quwatli foi eleito Presidente da Síria em 1943 e supervisionou a independência do país três anos mais tarde.
Quwatli foi reeleito em 1948, mas foi derrubado por um golpe militar em 1949. Passou então para o exílio no Egipto, só regressando à Síria em 1955 para participar nas eleições presidenciais, as quais ganhou. Com presidência conservadora em simultâneo com um governo de tendência esquerdista, Quwatli adoptou oficialmente uma posição neutra durante a Guerra Fria. Após o seu pedido de ajuda aos Estados Unidos ter sido recusado, aproximou-se do Bloco do Leste. Quwatli também iniciou conversações com o Egipto e a Arábia Saudita com vista ao estabelecimento de um acordo de defesa, para fazer frente ao Pacto de Bagdad. Em 1957, Quwatli, o qual os Estados Unidos e os países do Pacto tentaram derrubar, tentou conter a maré esquerdista na Síria, mas sem sucesso. Por esta altura, a sua autoridade política estava em baixa pois os militares passaram por cima da jurisdição de Quwatli ao, de forma independente, entrarem em diálogo directo com o antigo aliado de Quwatli, o presidente egípcio Gamal Abdel Nasser.
Após meses de conversações, em 1958, Quwatli fundiu a Síria com o Egipto para formar a República Árabe Unida e abdicou do cargo de presidente para dar o lugar a Nasser. Como agradecimento, Nasser entregou a Quwatli o título honorário de "Primeiro Cidadão Árabe". Contudo, Quwatli tornou-se crescentemente descontente com a união, crendo que a Síria passou a ser um Estado policial subordinado ao Egipto. Em 1961, apoiou a sucessão da Síria, mas os planos para ele completar a sua presidência não se materializaram. Quwatli deixou a Síria na sequeência do golpe de Estado de 1963, e morreu de ataque cardíaco, no Líbano, semanas depois da derrota da Síria na Guerra dos Seis Dias em 1967. Foi sepultado em Damasco no dia 1 de Julho.